# Peter Howitt
Pour les articles homonymes, voir Howitt.
Ne doit pas être confondu avec Peter Hewitt, un autre réalisateur britannique.
Peter Howitt né le 5 mai 1957 à Manchester, Angleterre est un acteur, réalisateur britannique.

## Biographie
Peter Howitt a trouvé le succès en jouant Boswell Joey dans la série télévisée britannique Bread (en). En 1998, il a écrit et a réalisé son premier film, Pile et Face. Puis il a réalisé plusieurs films, dont Johnny English en 2003.

## Vie privée
Il a deux enfants : Luke né en 1990, et Amy née en 2008.
Il habite au Canada.

## Filmographie

### Acteur

#### Cinéma
- 1992 : Party Time (court métrage) de Harold Pinter : Terry
- 1993 : Au nom du père de Jim Sheridan : Remand
- 1996 : Some Mother's Son de Terry George : SAS Leader
- 1997 : Stone Cold de Stephen Whittaker : Shelter
- 1998 : Pile et Face (Sliding Doors) de Peter Howitt : Cheeky Bloke
- 2001 : Antitrust de Peter Howitt : Homeless Man
- 2003 : Johnny English de Peter Howitt : Man at Crowning Ceremony (non crédité)
- 2004 : Une affaire de cœur (Laws of Attraction) de Peter Howitt : Client (non crédité)
- 2007 : Dangerous Parking (en) de Peter Howitt : Noah Arkwright

#### Télévision

##### Téléfilms
- 1983 : Out on the Floor de Derek Lister :
- 1984 : Punters de Christopher Menaul : Ansty
- 1989 : Ball Trap on the Cote Sauvage (en) de Jack Gold : Topless
- 1993 : Le Magicien (The Magician) de Terry Winsor : Herbie
- 1995 : The Perfect Match de Nick Hurran : Dave
- 1995 : Killing Me Softly de Stephen Whittaker : Malcolm Thornton
- 1995 : Eleven Men Against Eleven de Andy Hamilton : Steve Denton
- 1996 : Kiss and Tell de David Richards : Graham Ives

##### Séries télévisées
- 1982 : Solo (en) : Raif
- 1983 : Studio : Nick
- 1983 : Jury : Simmo
- 1984-1985 : How We Used To Live (en) : Tom Selby
- 1985 : Emmerdale : Colin
- 1986 : Constant Hot Water (en) : Roland
- 1986-1988 : Bread (en) : Joey Boswell
- 1989 : Family Fortunes (en) : Prince Charming
- 1990 : Coasting : Eddie Baker
- 1992 : Civvies : Steve Harris
- 1993 : Highlander : Kuyler
- 1993 : Screen One (en) : Jim
- 1994 : Class Act : Antoine
- 1994 : The Lifeboat : Stanley Woods
- 1995 : Tears Before Bedtime : Ben Farlow
- 1996 : Frontiers : Nick Jarratt
- 1996 : Insiders : Will Deans
- 2007 : The Armstrong & Miller Show (en) : Dominic
- 2009 : Defying Gravity : Trevor Williams

### Producteur
- 2007 : Dangerous Parking (en)

### Réalisateur
- 1998 : Pile et Face (Sliding Doors)
- 2001 : Antitrust
- 2001 : Going to California (en)
- 2003 : Johnny English
- 2004 : Une affaire de cœur (Laws of Attraction)
- 2007 : Dangerous Parking (en)
- 2009 : Defying Gravity
- 2012 : Appelez-moi DJ Rebel (Radio Rebel)
- 2012 : Rogue
- 2014 : Game of Fear (Reasonable Doubt)
- 2015 : The Fixer : Catastrophes programmées (en)

### Scénariste
- 1998 : Pile et Face (Sliding Doors)
- 2003 : Johnny English (non crédité)
- 2007 : Dangerous Parking (en)
- 2012 : Appelez-moi DJ Rebel (Radio Rebel) (non crédité)